# Церемониальная булава
Церемониальная булава — церемониальное холодное оружие, специальный жезл, применяемый в определённых церемониях, которая используется как символ власти. 

## История

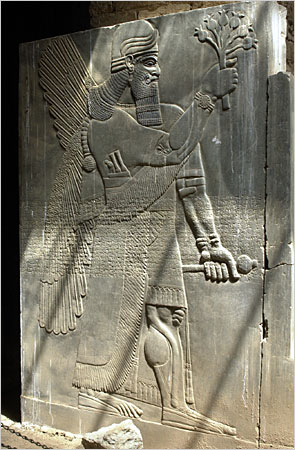
изображение правителя Ассирии на стеле из города Нимруд

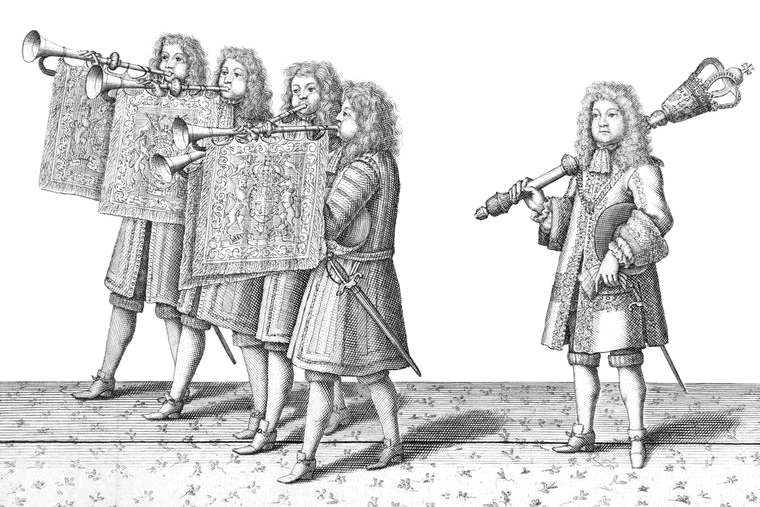
знаменосцы и носитель церемониальной булавы на коронации Якова II в 1685 году (гравюра 1687 года)

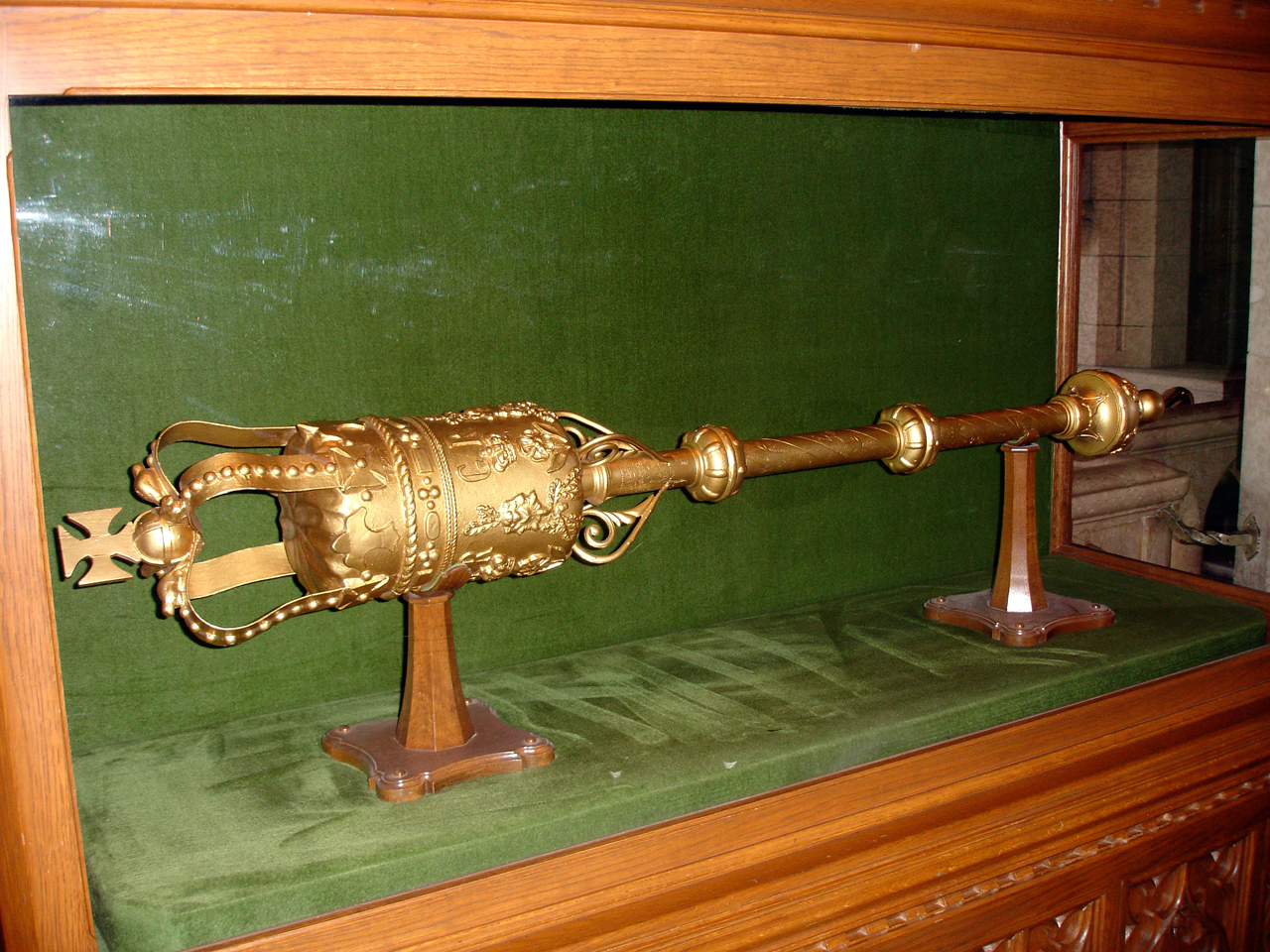
церемониальная булава парламента Канады

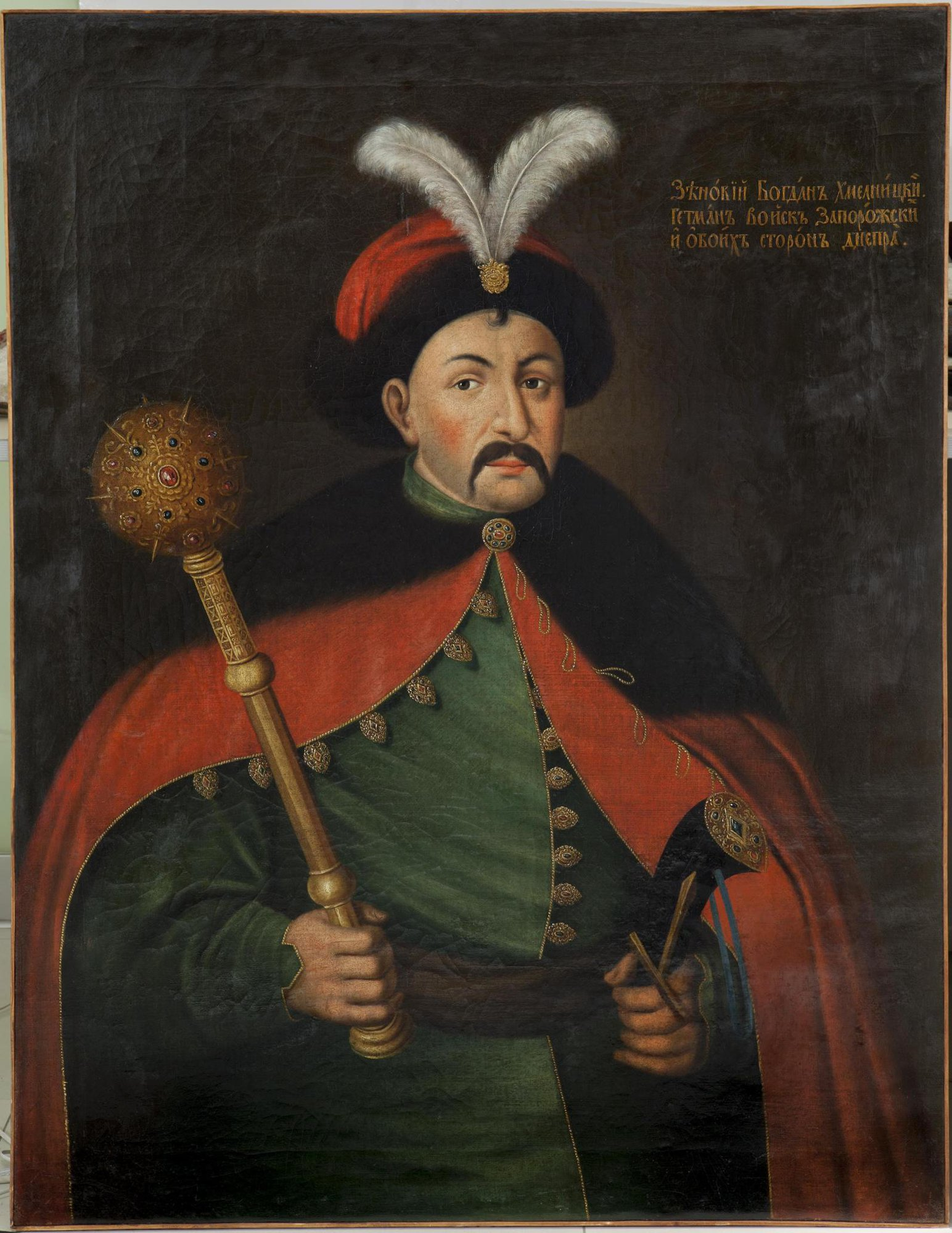
Официальный портрет гетмана Богдана Хмельницкого с булавой — символом гетманской власти

Использование палицы, булавы или жезла в качестве символа или церемониального оружия имеет длительную историю - сохранились изображения фараонов Древнего Египта с церемониальными жезлами и царей Ассирии с церемониальными палицами.
Символическое значение булава приобрела в Средние века, когда она служила у некоторых народов оружием охранников и телохранителей.
В Англии булава отождествляется с королевской властью (две хранящиеся в Тауэре булавы используются в качестве церемониального оружия во время коронации британских монархов). После установления протектората Кромвеля булава была принята в 1649 году Палатой общин в качестве символа, подтверждавшего права парламента управлять страной (она находится у парламентского пристава и используется в церемонии официального открытия первого заседания парламента нового созыва).
В дальнейшем, церемониальные булавы были введены в органах законодательной власти в доминионах и протекторатах Британской империи (и они до настоящего времени используются в ряде стран Британского Содружества наций):
- Палата представителей Новой Зеландии получила церемониальную булаву в 1866 году
- в парламенте Австралии используются две церемониальные булавы (одна в сенате, вторая в палате представителей)
- в парламенте Канады используются две церемониальные булавы (одна в сенате, вторая в палате общин)
- в палате представителей Южно-Африканского Союза церемониальная булава использовалась в период после получения статуса доминиона в 1910 году до выхода в мае 1961 года из состава Содружества и провозглашения ЮАР

В Османской империи булава являлась должностным символом паши, на Руси — главнокомандующего войсками, на Украине — символ власти гетмана.
В XX веке использовалась как символ звания маршала Польши.
После провозглашения независимости Украины — один из государственных символов президента страны.